# Malin, Bistrița-Năsăud
Malin (în maghiară Almásmálom, Málom) este un sat în comuna Nușeni din județul Bistrița-Năsăud, Transilvania, România. Cătunul Dumbrava aparține de Malin.

## Demografie
La recensământul din 2002, populația satului Malin era de 492 de locuitori, dintre care : 275 Români și 216 Maghiari.
Componența etnică a satului Malin
     Români (55,9%)
     Maghiari (44,2%)

### Populație istorică
| 1850 (e) | 401 | 404 |
| 1881 (e) | 391 | 422 |
| 1890 (l) | 388 | 480 |
| 1900 (l) | 412 | 530 |
| 1910 (l) | 440 | 527 |
| 1920 (e) | 439 | 481 |
| 1930 (l) | 514 | 501 |
| 1941 (l) | 496 | 542 |
| 1966 (l) | 349 | 345 |
| 1976 (e) | 366 | 319 |
| 1992 (l) | 277 | 257 |
| 2002 (l) | 275 | 216 |

## Istorie
- Satul este atestat documentar în anul 1305 sub numele Malom.
- Până în secolul al XVI-lea a aparținut familiei nobiliare maghiare Bethlen.
- Iobagii din sat se amestecă în conflictul cu boierii din Unguraș.
- În 1603 satul a fost distrus de raidurile Haiducilor lui Géczi András și a Răscoalei lui Rákóczi
- În secolul al XVII-lea satul este împărțit între familiile nobiliare Haller, Bánffy și Wesselény și a fost repopulat cu maghiari catolici și români ortodocși.
- În timpul reformei protestante maghiarii trec la Calvinism, iar românii devin Greco-Catolicism.
- În secolul al XIX-lea revine familiei Bethlen.

### Numele
Ereditatea numelui provine din termenii maghiari: Malom ce înseamnă „Moara” și Almás ce înseamnă „cu mere”.

## Mounumente istorice
- Biserica reformată

## Galerie de imagini

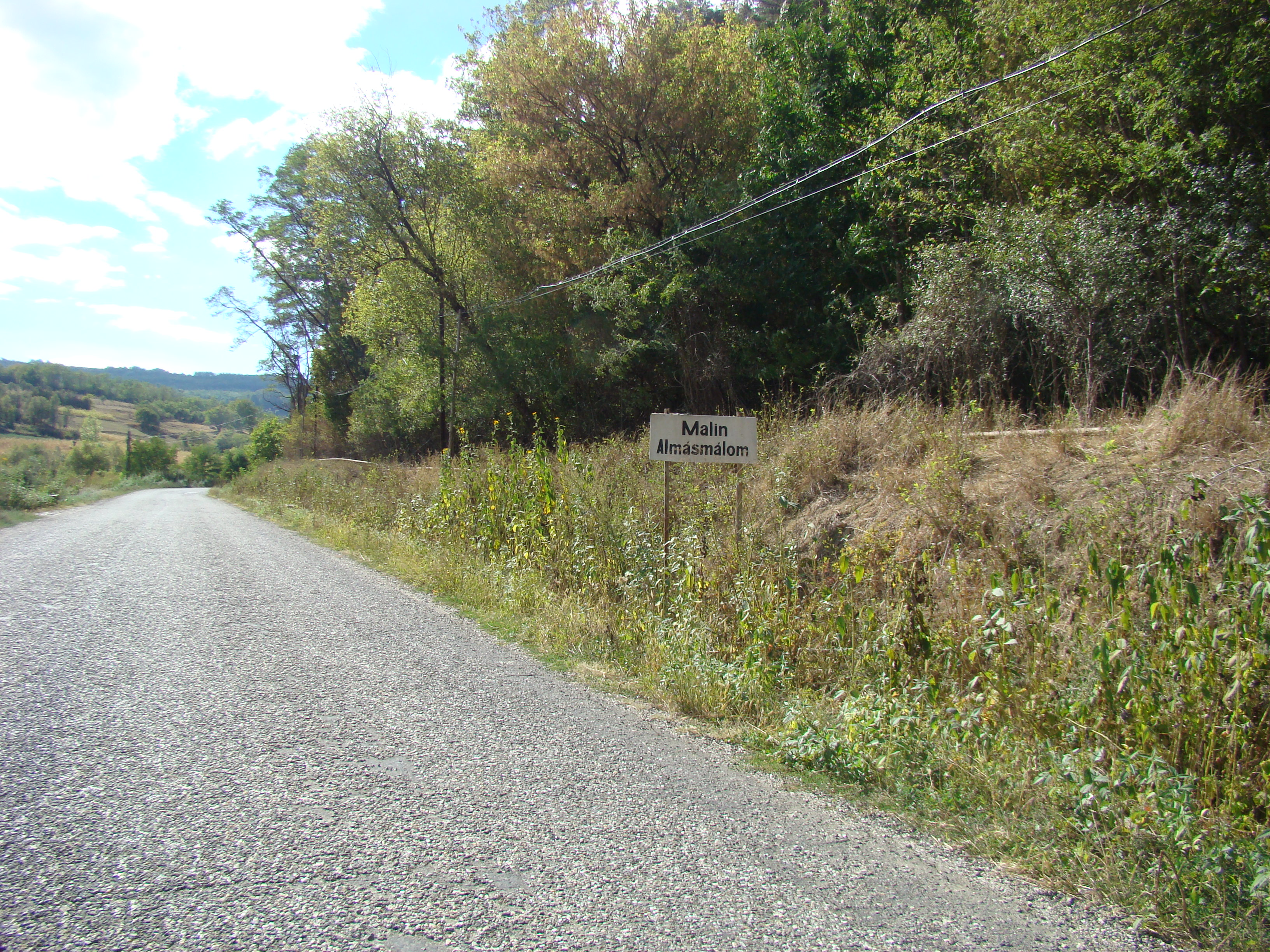
Sigla bilingvă la intrarea în sat
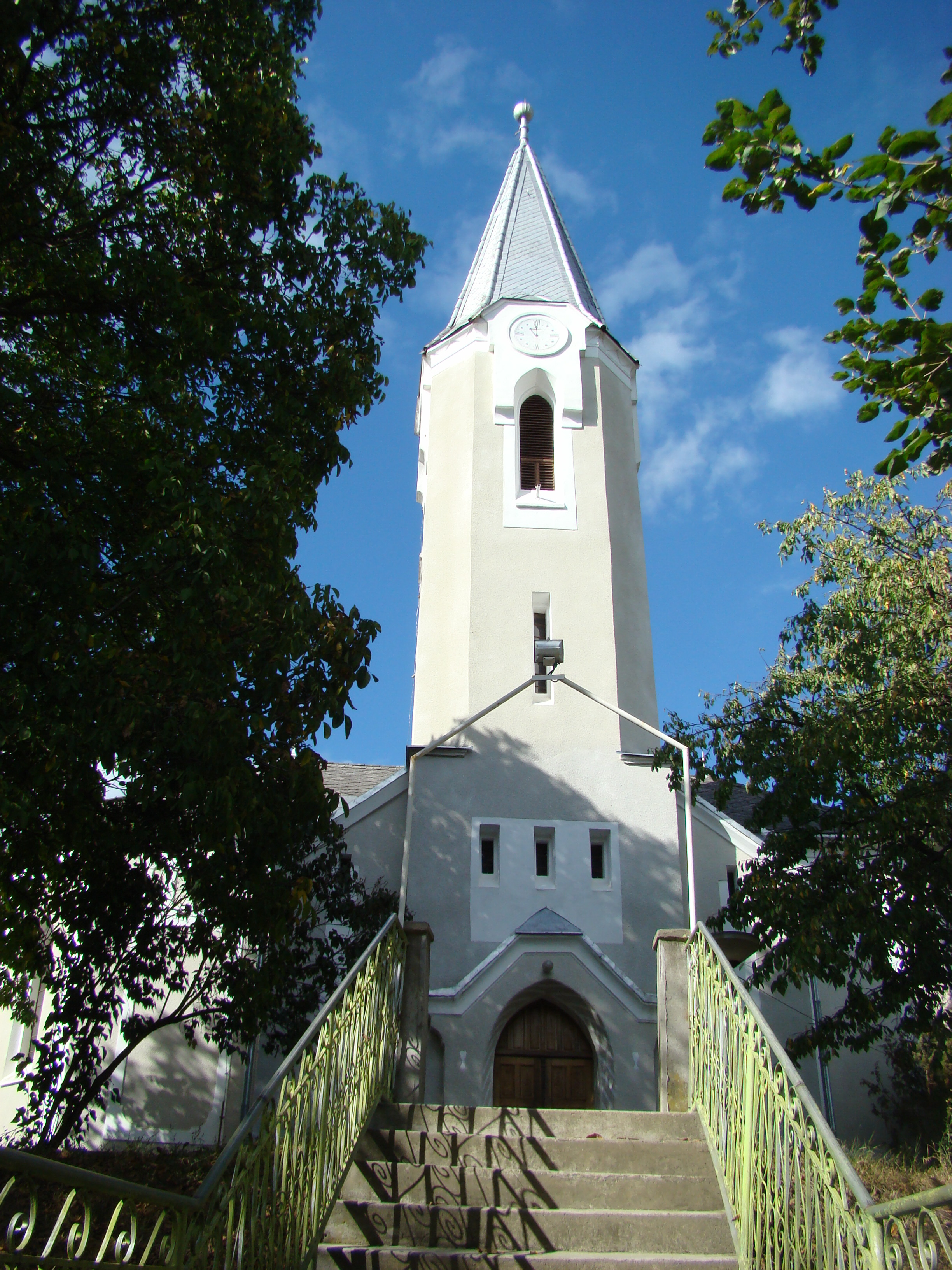
Biserica reformată
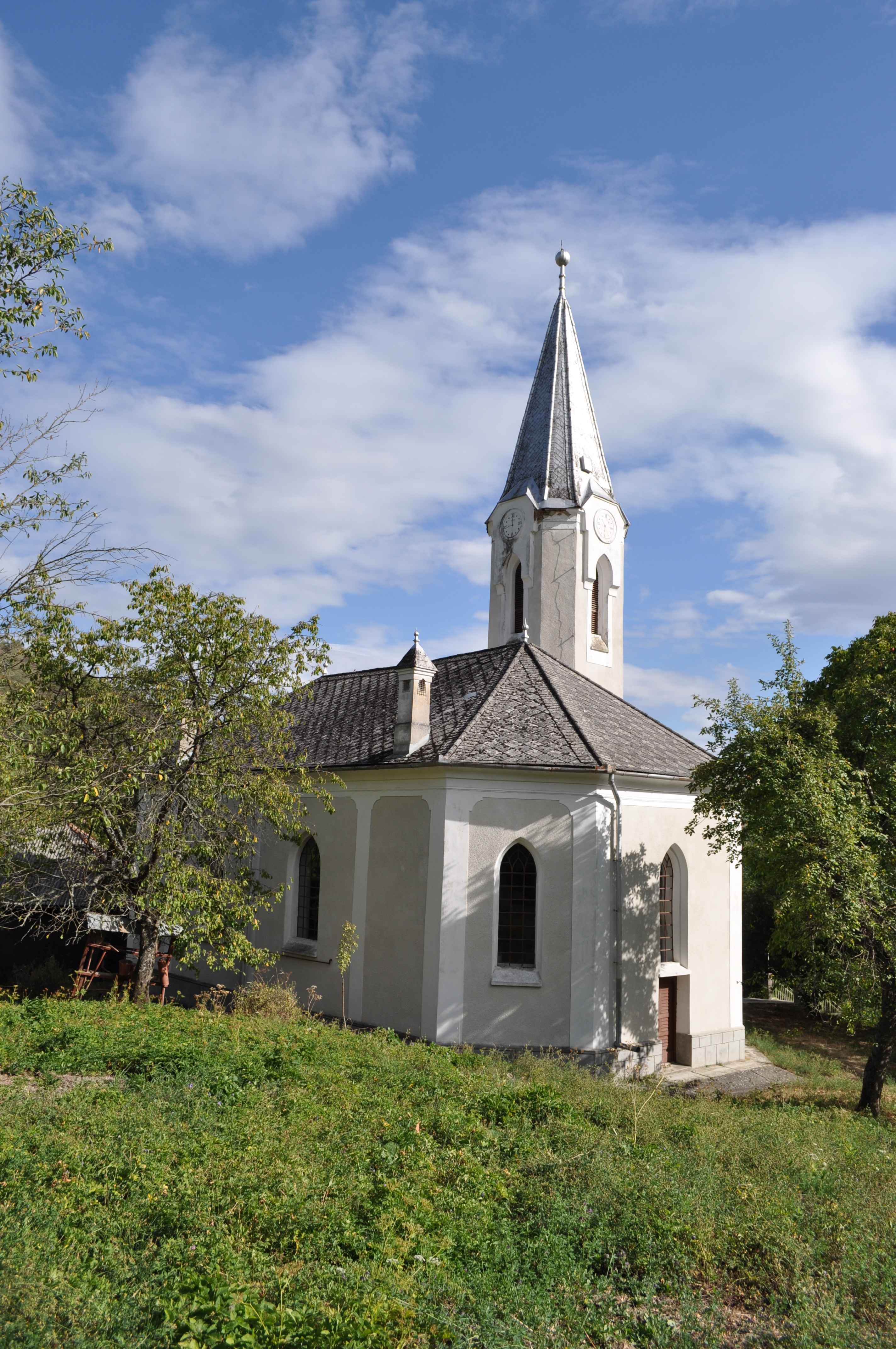
Biserica reformată
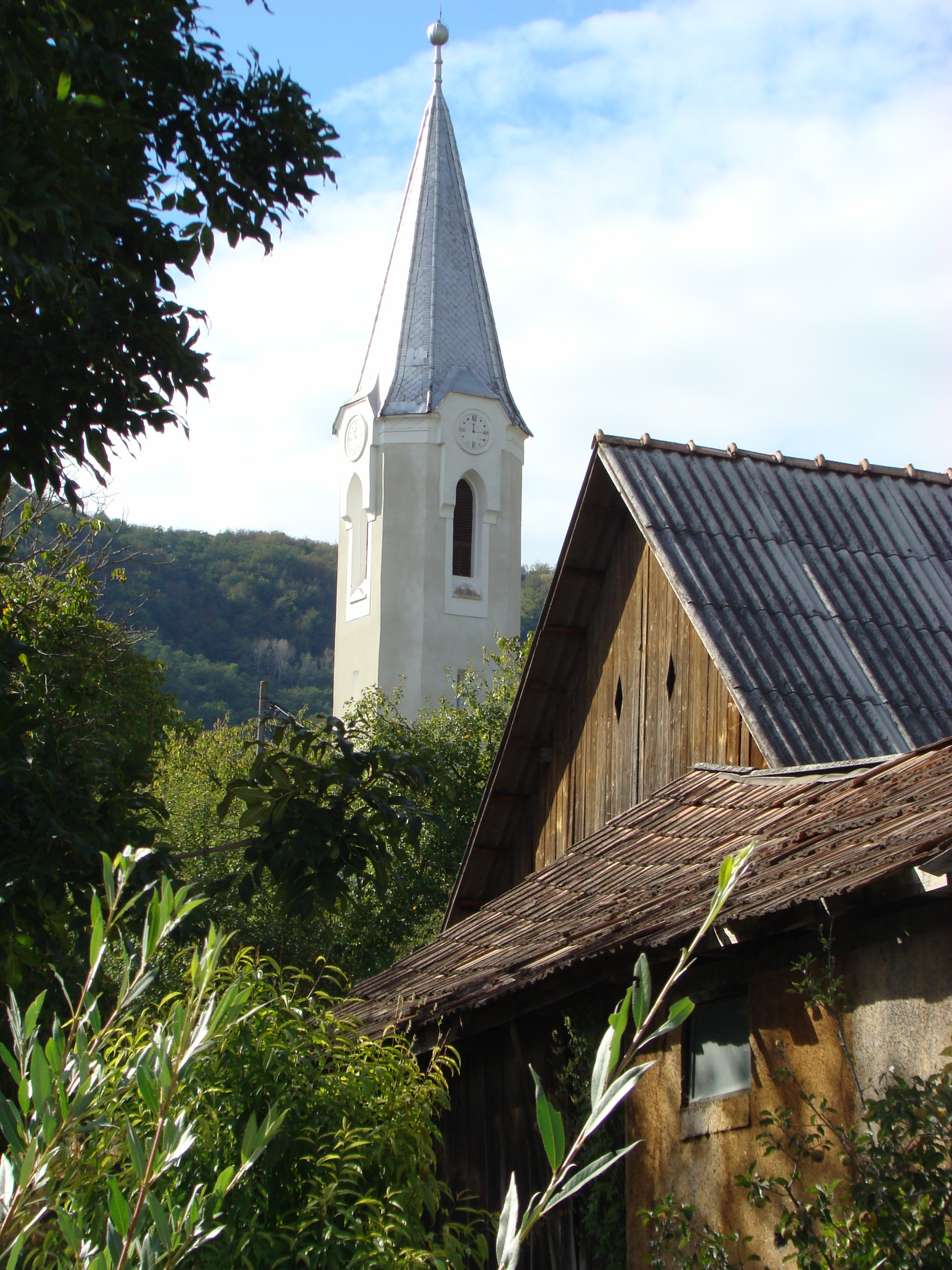
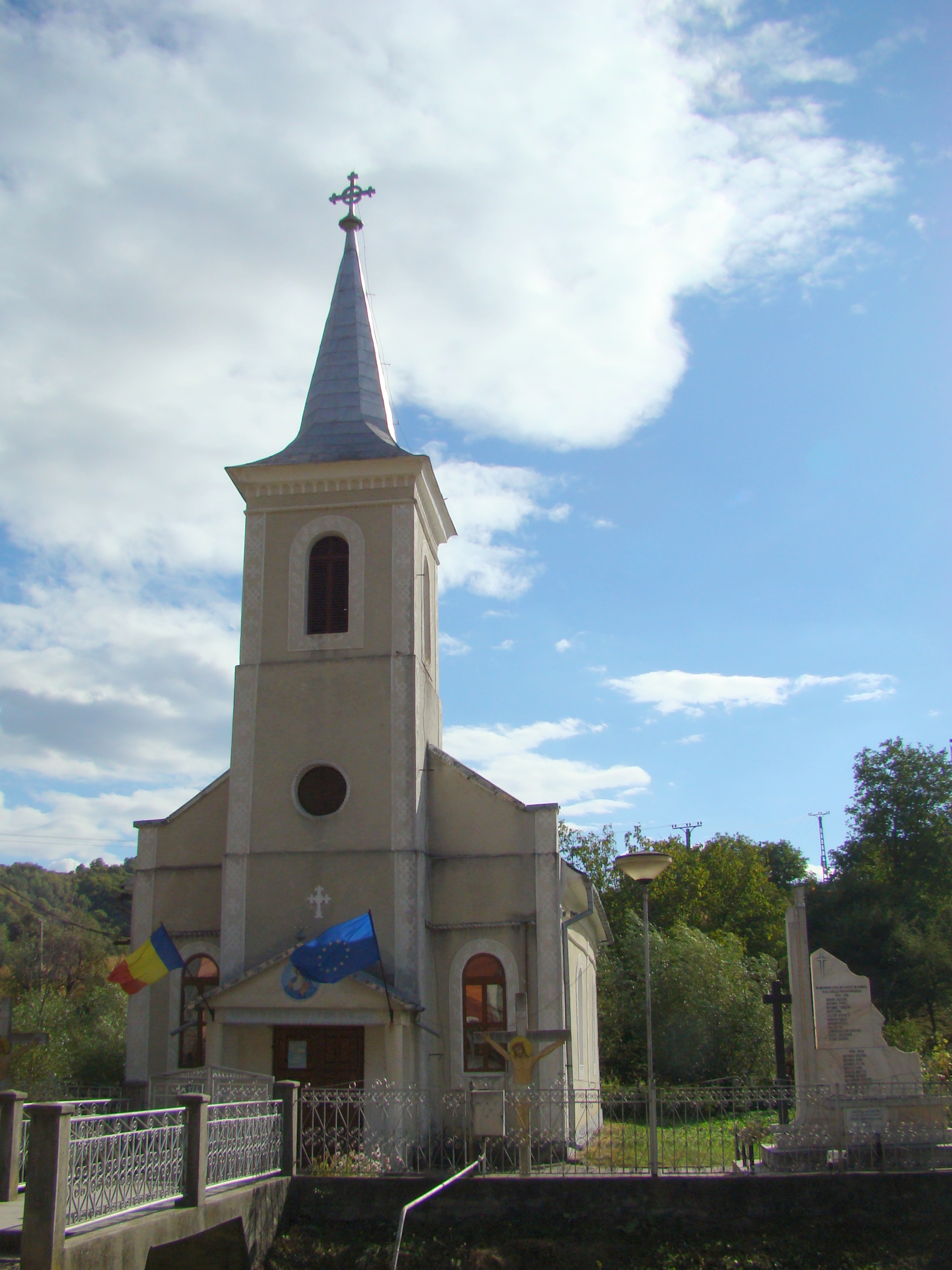
Biserica ortodoxă
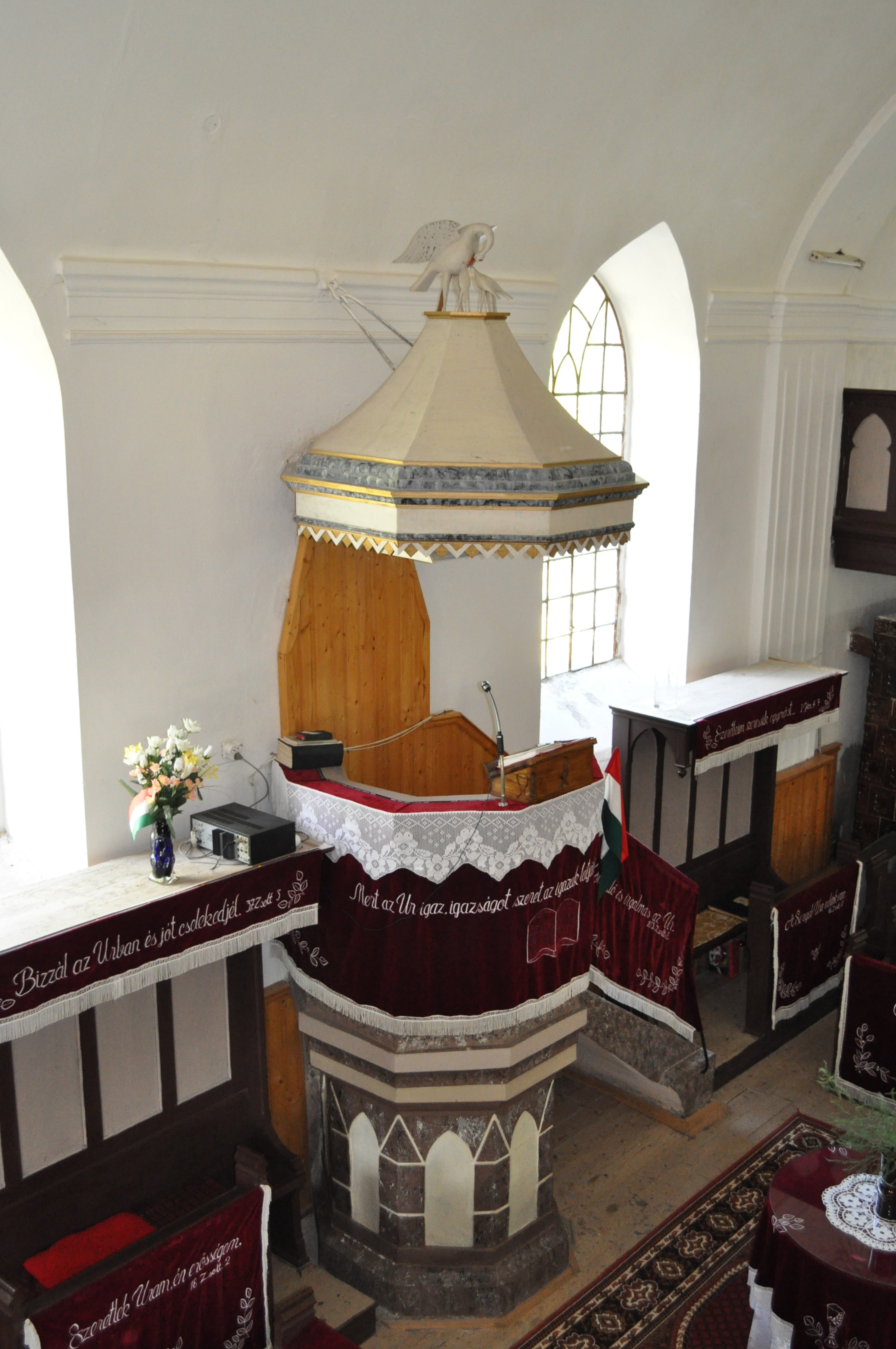
Interiorul Bisericii Reformate
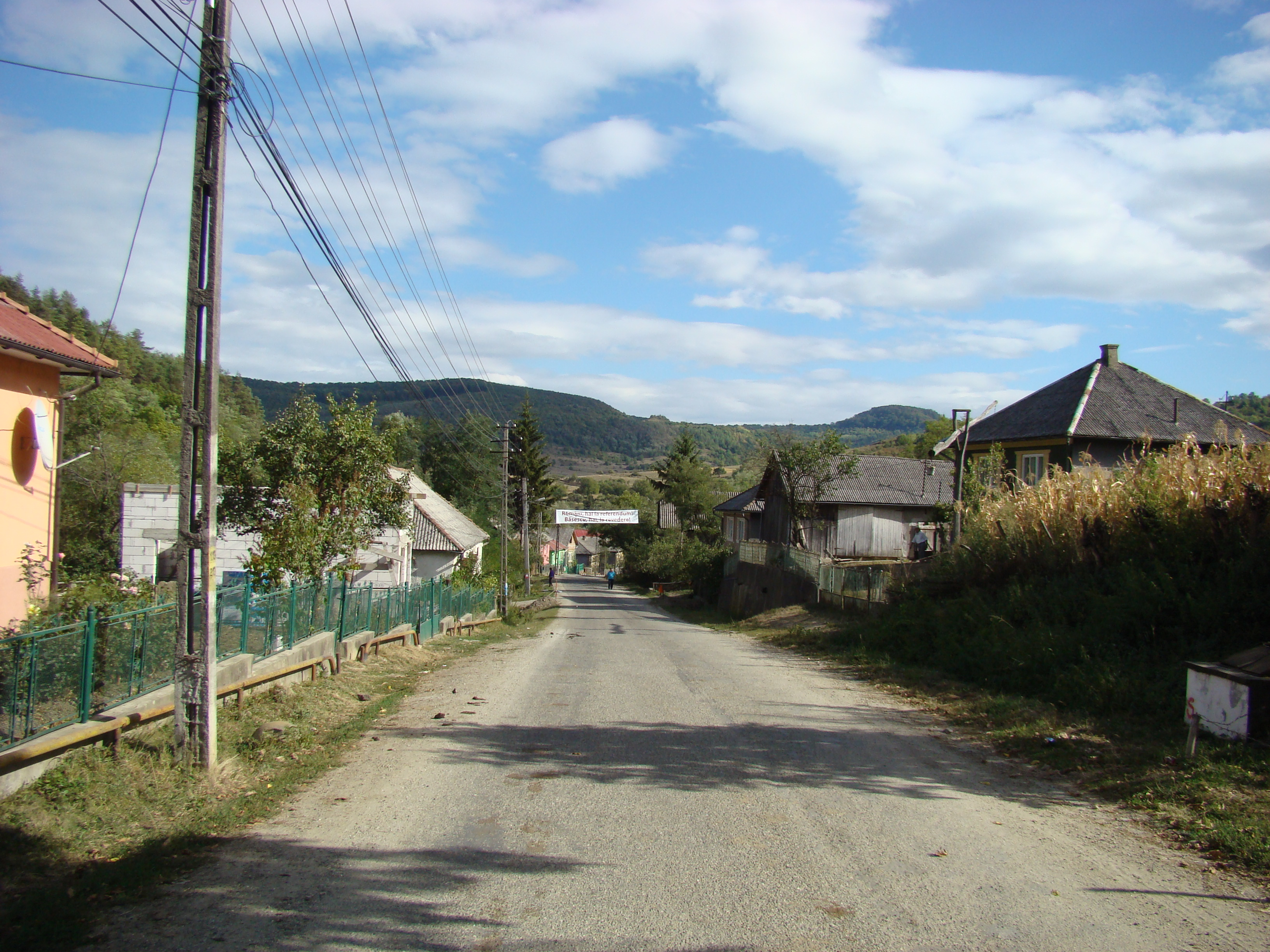
Strada principală
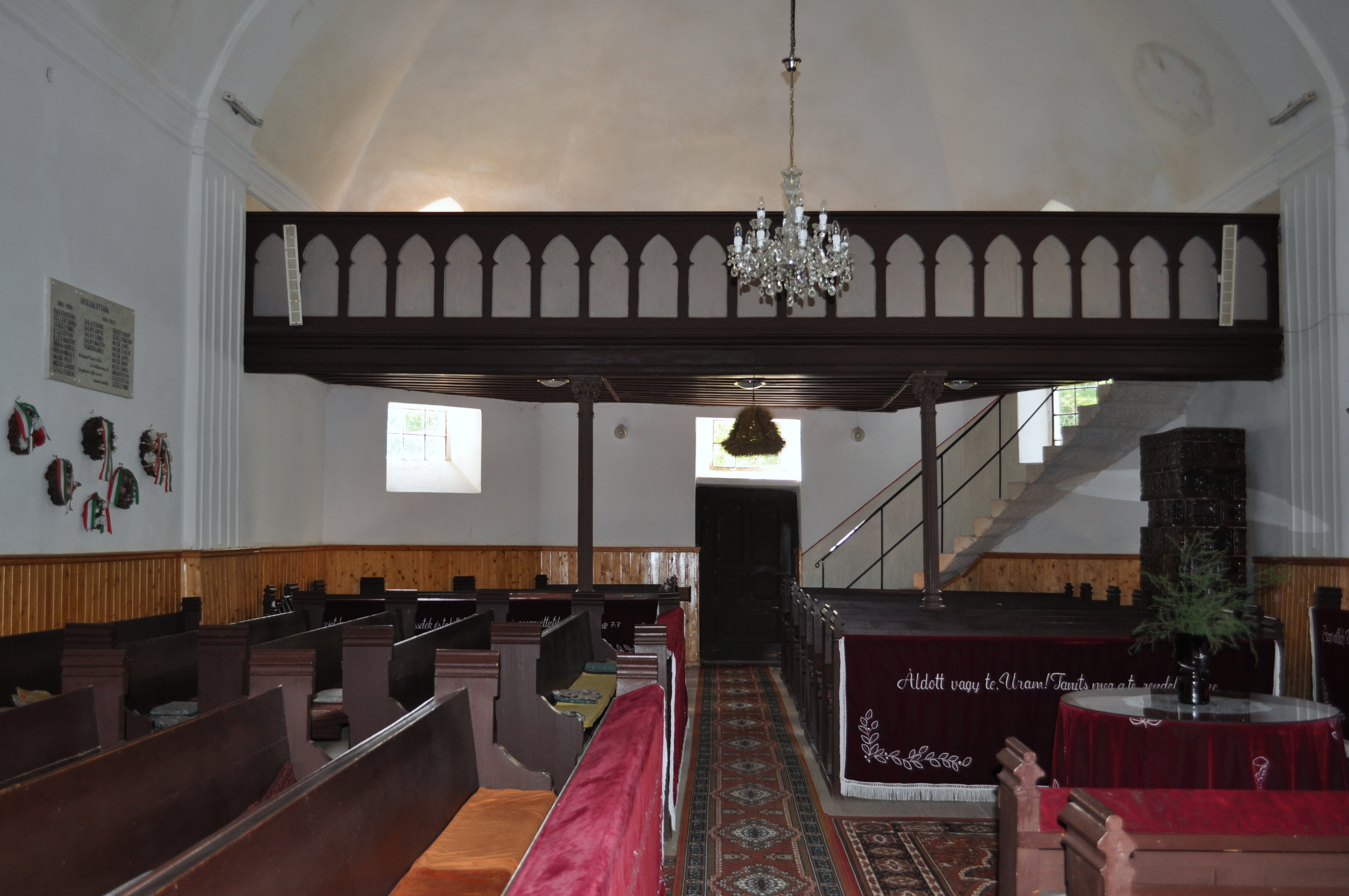
Interiorul Bisericii Reformate
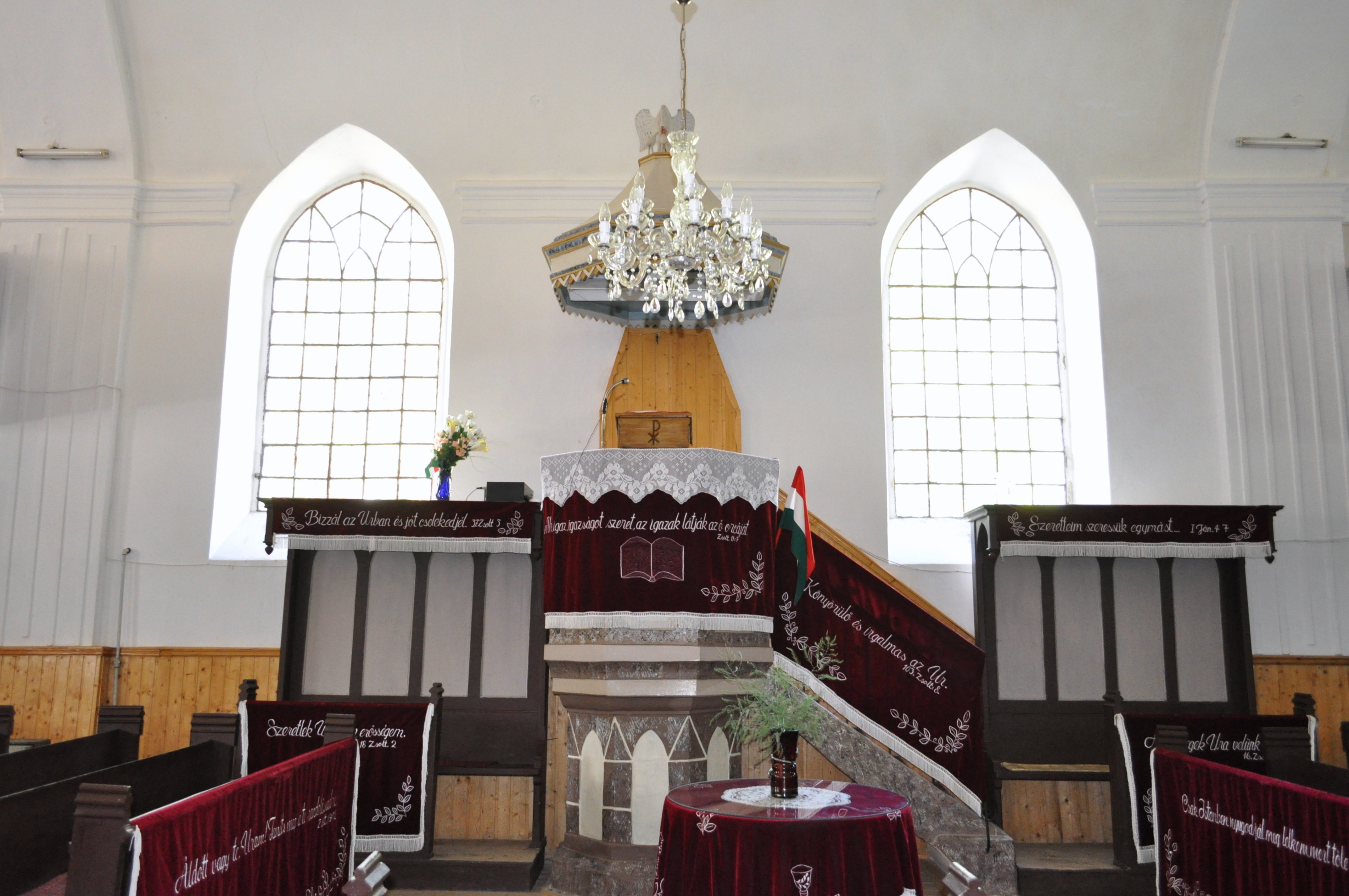
Interiorul Bisericii Reformate
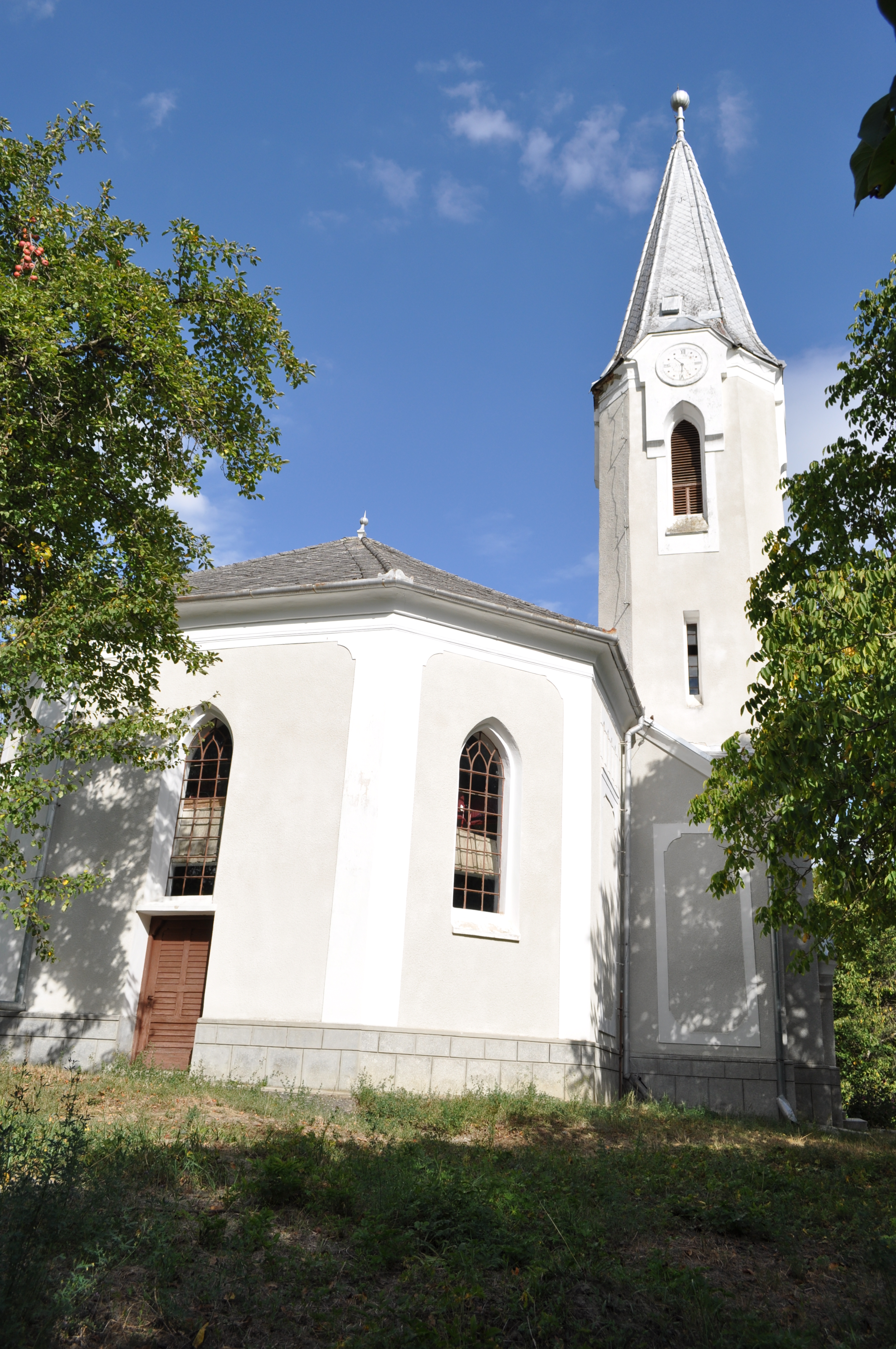